# Elaphoglossum furcatum
Elaphoglossum furcatum är en träjonväxtart som först beskrevs av Carl von Linné den yngre, och fick sitt nu gällande namn av Christ. Elaphoglossum furcatum ingår i släktet Elaphoglossum och familjen Dryopteridaceae. Inga underarter finns listade.